# Iriga

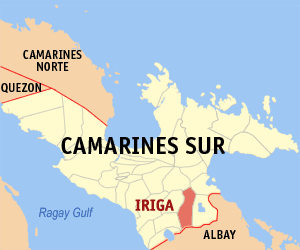
Iriga Citys läge i Camarines Sur

Iriga City är en stad i Filippinerna som ligger i provinsen Camarines Sur i Bikolregionen. Den har 88 893 invånare (folkräkning 1 maj 2000).
Staden är indelad i 36 smådistrikt, barangayer, varav 22 är klassificerade som landsbygdsdistrikt och 14 som tätortsdistrikt.